# Synagoge (Sontheim)

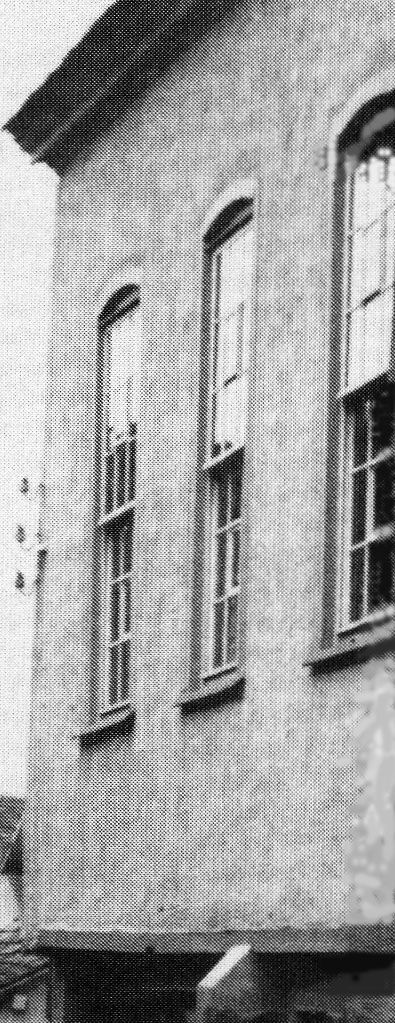
Synagoge Sontheim

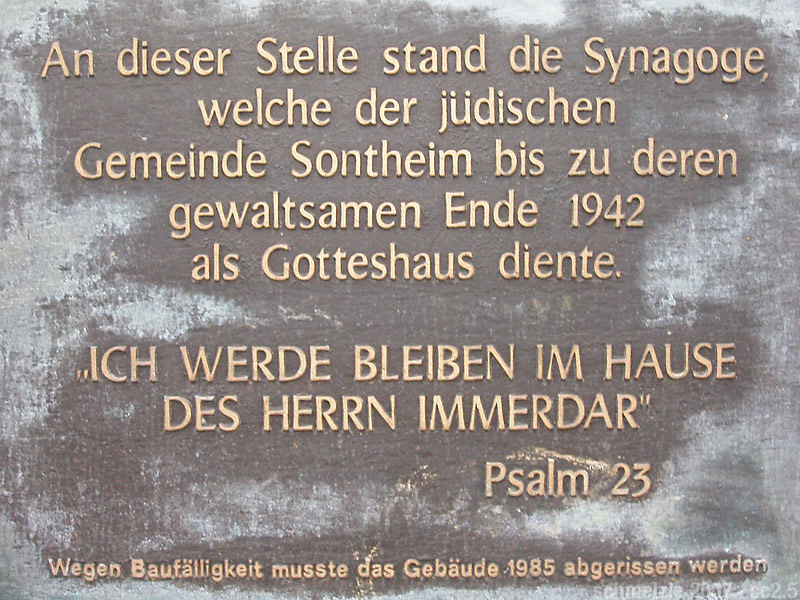
Synagogensteindetail Sontheim

Die Synagoge des Heilbronner Stadtteils Sontheim datiert bis auf das Jahr 1773 zurück. Das Gebäude am „Judengängle“ längs des Deinenbachs entging im Gegensatz zur Heilbronner Synagoge in den Novemberpogromen 1938 der Zerstörung, wurde jedoch 1985 wegen Baufälligkeit abgerissen. Heute erinnert ein Gedenkstein von 1989 am Deinenbach an die Sontheimer Synagoge.

## Geschichte
Die Jüdische Gemeinde Sontheim, die der Deutsche Orden dort angesiedelt hatte, wird seit dem Jahr 1660 erwähnt. Die erste Sontheimer Synagoge soll Wolff ben Simchah Josef gestiftet und sich 1672 im Haus des Juden David befunden haben. Die Beamten des Deutschen Ordens bemängelten 1701 den Umstand, dass sich zum Sabbat bis zu 40 und mehr Juden im Ort aufhielten. Die jüdische Gemeinde wuchs von elf Familien im Jahre 1750 auf 220 Personen im Jahr 1856 an.
Simon ben Josef Wolf ließ 1773 im ersten Stockwerk seines Hauses am Judengängle, einem Weg zwischen Deinenbachstraße und Hauptstraße, der am Deinenbach liegt, eine neue Synagoge einrichten. 1827 wurde die alte Synagoge abgerissen und an dieser Stelle eine neue errichtet (heutiges Flurstück Hauptstr. 36 und 36/1). 1864 entstand in der Nachbarschaft (heutiges Flurstück: Hauptstr. 39) ein israelitisches Frauenbad.
Am Morgen des 10. November 1938, dem Tag nach den Novemberpogromen 1938, sollte wie auch im nahen Heilbronn die Synagoge durch Brandstiftung zerstört werden. Durch die Initiative des Sontheimer Kohlenhändlers „K.“ und seines Sohnes „A. K.“, der in der SA war, konnte die Brandstiftung verhindert werden. A. K. betrat bewaffnet die Sontheimer Synagoge, wo sechs Männer waren, die die Siddurim (hebr. סידורים) und anderes Inventar auf einen Berg zusammengeworfen und bereits mit Benzin übergossen hatten. A. K. erklärte den Anwesenden, dass möglicherweise ein Stadtbrand von dieser Brandstiftung in der Synagoge ausgehen könne, worauf die Brandstifter von ihrem Werk abließen. „A. K.“ musste daraufhin die SA verlassen.

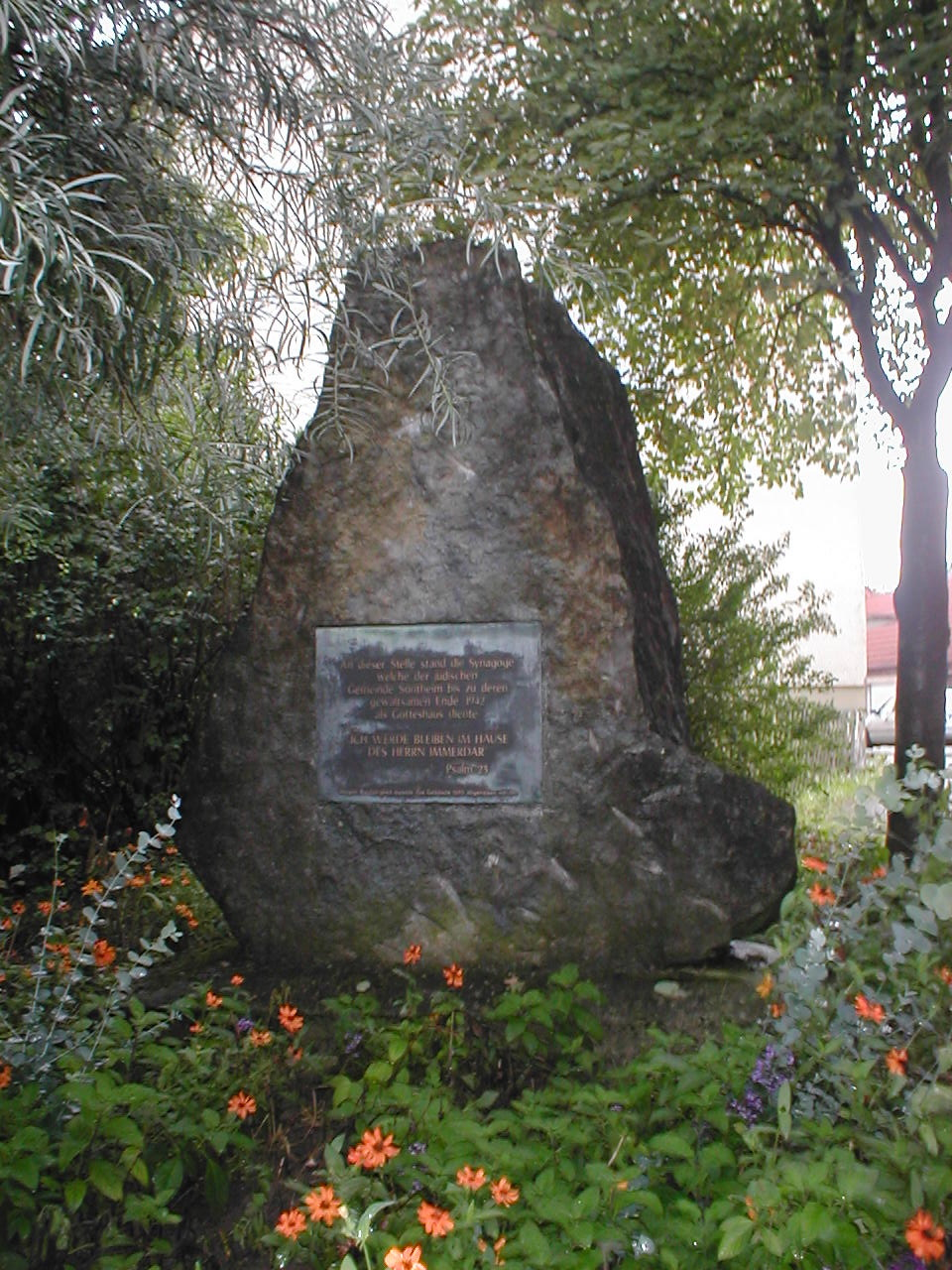
Synagogen-Gedenkstein am Deinenbach

Die Sontheimer Synagoge wurde später noch von der orthodoxen Heilbronner Gemeinde für Sukkot verwendet.

### Rettung oder Abriss
Das Gebäude wurde 1985 wegen Baufälligkeit im Rahmen der Ortssanierung abgerissen. Heute erinnert am Deinenbach ein Gedenkstein von 1989 an die Sontheimer Synagoge.
Zitat aus einem Leserbrief in der Heilbronner Stimme vom 7. Januar 1984 von Dr. Joachim Hahn:

## Beschreibung

### Äußeres
Die Synagoge war als Haus in verziertem fränkischen Fachwerk mit Krüppelwalmdach gebaut worden.
Stilistisch war es mit dem Fachwerkgebäude des ehemaligen Sontheimer Rathauses verwandt.
Die Längsseiten des Fachwerkgebäudes hatten jeweils drei hohe Fenster, die auf den unten vorbeifließenden Deinenbach schauten. Die Giebelseite der in Fachwerk gehaltenen Synagoge war mittig mit einem dreiflügeligen Hauptportal gebaut worden, der seitlich wiederum mit hohen Fenstern versehen worden war. Zu diesem Portal führte eine Freitreppe, die unten am Judengängle begann und zur Synagoge hinaufführte. Der Synagogenbau ruhte auf hohen Pfeilern, die an der Seite des Deinenbachs zu stehen kommen.

### Inneres
Auf einer Frauenempore fanden die weiblichen Gemeindemitglieder Platz. Im Hauptraum waren die Plätze für die männlichen Gemeindemitglieder angebracht worden. Das Innere der Synagoge war vor allem durch hölzerne Handwerksarbeit geprägt. Hinter einer Balustrade mit handgedrehten hölzernen Balustern befanden sich erhöht auf einer Bühne, die den Grundriss eines Dreiecks beschrieb, der Aron ha-Qodesch und die Bima.
Der Toraschrein hatte zwei hölzerne quadratische Pilaster, die jeweils mit einer Kugel gekrönt waren. Die beiden Pilaster wurden durch ein gemeinsames Tympanon aus Holz verbunden, das wiederum die Form einer Pyramide beschrieb. Dort war eine hebräische Inschrift zu lesen. In dem Schrein wurden sechs Tora-Rollen samt den dazugehörigen Toramänteln aufbewahrt, die für die Verlesung der jeweiligen Parascha (Wochenabschnitte) verwendet wurden. Weiter waren in dem Toraschrein zwei Kronen, zwei Jadajim und zwei Schilder, alles aus fein gearbeitetem Silber, aufbewahrt worden. Neue Torarollen für die Sontheimer Religionsgemeinschaft war 1864 von Emmanuel Strauss gespendet worden. Die Tora wurde aus dem Schrein gehoben und auf die Bima zum Vorlesen gelegt. Unter der Frauenempore waren zudem acht zusätzliche sehr alte Torarollen aufbewahrt worden. Dort befanden sich auch in Weiß gestickte Vorhänge und Decken für die hohen Festtage.